# Exhibició de Derby de 1839
L'Exhibició de Derby de 1839 va ser la primera exhibició de Derby. Fou acollida a l'Institut de Mecànica de la ciutat, que més tard seria conegut com l'Albert Hall. L'exhibició estava en concordança amb els valors fundacionals de l'Institut que, des de l'any 1825, organitzava un ampli ventall d'esdeveniments com ara conferències, concerts i exposicions amb l'objectiu d'estendre el coneixement a la població de Derby. Anteriorment a la de Derby, l'exhibició havia estat a l'Institut de Mecànica de Manchester l'any 1837; la de Derby fou una entre moltes que organitzaren la del 1839, que es dugué a terme en diversos pobles i ciutats industrials d'Anglaterra. L'exhibició de Derby tingué un profund impacte i fou un dels factors que comportà la fundació de la Biblioteca Central de Derby i del Derby Museum and Art Gallery l'any 1878; aquest darrer actualment acull molts dels objectes de l'exhibició de l'any 1839.
L'exhibició fou organitzada per finançar el vestíbul de conferències que havia estat afegit el 1837 a l'Institut de Mecànica de Derby. L'exhibició atragué prop de 96.000 persones, la qual cosa deixà els comptes de l'Institut en bona salut.
L'exhibició és el tema del quadre Interior de l'Institut de Mecànica, una litografia pintada a mà a partir d'un dibuix de Samuel Rayner. Aquesta pintura mostra el vestíbul de conferències, que era el vestíbul principal de l'Institut. El hall era descrit en aquells temps com "d'estil grec... amb una aranya molt bonica... i moltes pintures d'alt valor". Al voltant de dalt de la sala hi ha un fris similar de John Henning. Més d'un miler d'objectes hi foren exposats, incloent-n'hi molts que eren propietat del filantrop Joseph Strutt. Es mostraven objectes com pintures, sobretot de Joseph Wright (com ara Romeu i Julieta: l'escena de la tomba), que es pot veure a la paret del fons), instruments científics, fòssils, un coco…
L'Exhibició de Derby fou admirada pels instituts de mecànica de les ciutats properes de Leicester i Nottingham; ambdues van organitzar exhibicions similars l'any següent.